# John Qualen
John Qualen (nacido Johan Mandt Kvalen: Vancouver, Columbia Británica, Canadá, 8 de diciembre de 1899  - Torrance, California, Estados Unidos, 12 de septiembre de 1987) fue un actor canadiense de cine y televisión.

## Biografía
Sus padres eran inmigrantes procedentes de Noruega; su padre era un pastor luterano, y cambió el apellido de la familia, "Kvalen", por "Qualen". John creció en Elgin (Illinois).
Se inició en la actuación cuando estaba en la Universidad de Northwestern. Tras sus estudios fue a Broadway, y consiguió su gran oportunidad como el portero sueco de la obra Street Scene, de Elmer Rice. Su carrera cinematográfica comenzó cuando recreó su papel en la versión filmada. A ello siguió su aparición en Arrowsmith (1931), de John Ford, con lo cual empezó una colaboración con dicho director que se mantuvo a lo largo de cuatro décadas. Entre esas películas están The Searchers (Centauros del desierto –España, Más corazón que odio - Hispanoamérica), Two Rode Together y El hombre que mató a Liberty Valance.
Trabajó en más de cien películas, y actuó ampliamente en televisión en la década de 1970. Muchos de los papeles de Qualen fueron interpretados con acentos diversos, usualmente escandinavo, usados habitualmente como efecto cómico. Tres de sus papeles más recordados se basan en esa versatilidad. Qualen asumió un dialecto del medio oeste en el papel de Muley, en The Grapes of Wrath, de Ford; en el papel de Berger, el miembro de la Resistencia noruega en Casablanca, de Michael Curtiz; en el papel del pescador Locota, en la película The High and the Mighty, de William A. Wellman, en la cual usó un acento ligeramente escandinavo, pero mezclado con caracteres mediterráneos. 
John Qualen quedó ciego en sus últimos años de vida. Falleció por una insuficiencia cardíaca en 1987 en Torrance, California, y fue enterrado en el Forest Lawn Memorial Park de Glendale, California. 
Estuvo casado con Pearle Larson, y tuvo tres hijas.

## Filmografía seleccionada
- Street Scene (1931)
- Arrowsmith (El Dr. Arrowsmith / Médico y amante) (1931)
- Our Daily Bread (El pan nuestro de cada día) (1934)
- The Bad Man of Brimstone (1938)
- His Girl Friday (Luna nueva) (1940)
- The Grapes of Wrath (Las viñas de la ira, Viñas de ira o Las uvas de la ira) (1940)
- The Long Voyage Home (Hombres intrépidos) (1940)
- Knute Rockne All American (1940)
- The Shepherd of the Hills (1941)
- Tortilla Flat (La vida es así, 1942)
- Casablanca (1942)
- Hans Christian Andersen (1952)
- The High and the Mighty (1954)
- Anatomía de un asesinato (1959)
- Elmer Gantry (El fuego y la palabra) (1960)
- Two Rode Together (Dos cabalgan juntos) (1961)
- El hombre que mató a Liberty Valance (1962)
- 7 Faces of Dr. Lao (1964)
- Cheyenne Autumn (El gran combate) (1964)
- A Patch of Blue (Un retazo de azul) (1965)
- A Big Hand for the Little Lady (El destino también juega) (1966)